# Chasing the Dream
Chasing the Dream ist das zweite Studioalbum der kanadischen Speed-Metal-Band Skull Fist.
Es wurde am 10. Januar 2014 veröffentlicht und erschien auf dem Label NoiseArt Records.

## Titelliste
| Nr.          | Titel                           | Länge |
| ------------ | ------------------------------- | ----- |
| 1.           | Hour to Live                    | 4:18  |
| 2.           | Bad for Good                    | 4:26  |
| 3.           | Chasing the Dream               | 3:18  |
| 4.           | Call of the Wild                | 4:28  |
| 5.           | Sign of the Warrior             | 4:57  |
| 6.           | You’re Gonna Pay                | 3:58  |
| 7.           | Don’t Stop the Fight            | 3:15  |
| 8.           | Shred’s Not Dead (Instrumental) | 2:53  |
| 9.           | Mean Street Rider               | 5:01  |
| Gesamtlänge: | Gesamtlänge:                    | 36:34 |

## Rezeption
Colin Büttner von metal.de schrieb, dass Chasing the Dream noch ausgereifter als das Debüt klänge und Skull Fist ihren Sound um weitere Nuancen erweitert hätten. Er vergab 8/10 Punkten.